# Joan Salvat Carbó
Joan Salvat Carbó (Reus, 8 de setembre 1992) és un jugador d'hoquei sobre patins català i actual capità del Reus Deportiu. És fill del també jugador d'hoquei patins Joan Salvat i Llavore.
Va començar a jugar a hoquei patins amb el Reus Deportiu en categories inferiors. Als 18 anys entra en dinàmica del primer equip on comença a disputar partits. Als vint inicia la seva carrera professional com a jugador al Reus Deportiu. En la temporada 2016/2017 l'equip del Baix Camp guanya la Lliga de campions i dos anys després varen guanyar la Supercopa. Durant la copa del rei de la temporada 2024/2025, en la que el Reus Deportiu esdevé campió, és el segon golejador de l'equip amb 3 gols.
Esdevé capità del Reus després que Raül Marín pengi els patins el 2023.